# Bioturbatie

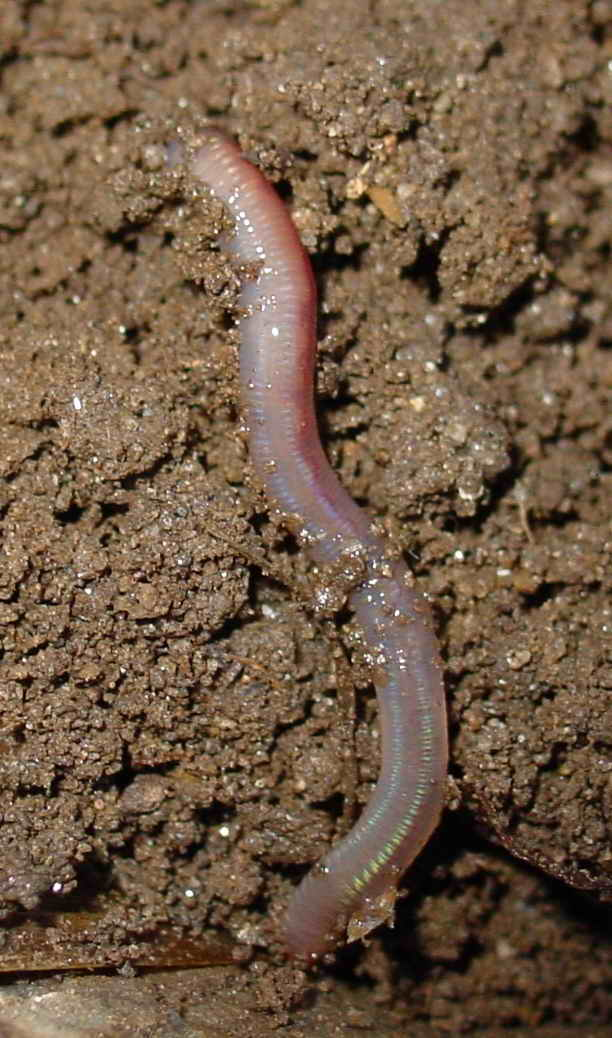
Wormen veroorzaken bioturbatie.

Bioturbatie is in de bodemkunde, sedimentologie, limnologie en oceanografie het door elkaar werken en verplaatsen van sediment door organismen (zowel planten als dieren). Bioturbatie komt alleen voor als organismen in het sediment aanwezig zijn, in anoxische omstandigheden komt het niet voor. Voorbeelden van organismen die bioturbatie veroorzaken in mariene sedimenten zijn ringwormen, tweekleppigen, slakken of zeekomkommers. In terrestrische sedimenten zijn met name wormen en mollen de drijvende krachten achter bioturbatie, waarvoor de wortelgroei van planten in natuurlijke situaties de energetische aanjager is. In mindere mate dragen ook insecten bij aan bioturbatie, met name in zuurdere bodems.
Het gevolg van bioturbatie is dat oorspronkelijke sedimentaire structuren, zoals gelaagdheid, cross-bedding of verschillen in korrelgrootte verdwijnen. Dit proces heet de natuurlijke homogenisatie van de bodem. In tegenstelling tot slecht gesorteerde bodems, zijn natuurlijk gehomogeniseerde bodems zeer vruchtbaar door goede afwatering en beluchting. 
Bioturbatie verhoogt de porositeit van een bodem waardoor het totale oppervlak tussen water en sediment groter wordt. Dit versnelt de reactiesnelheid van chemische processen tussen grond- of oppervlaktewater en de bodem. Omdat bioturbatie de structuur en chemie van sediment beïnvloedt wordt het proces tot diagenese gerekend.